# روتيسلاف ديميتروف
روتيسلاف ديميتروف (بالبلغارية: Ростислав Димитров)‏ مواليد 26 ديسمبر 1974 في روسه، هو لاعب قفز ثلاثي بلغاري. أفضل رقم شخصي له هو 17.49 متر. شارك في دورة الألعاب الأولمبية. تم تجريده من الفضية التي فاز بها في بطولة العالم لألعاب القوى داخل الصالات 1999 لاستخدامه الإفيدرين.

## سجل المنافسة
| العام        | المسابقة                                    | المكان              | المركز             | حدث           | ملاحظة       |
| يمثل بلغاريا | يمثل بلغاريا                                | يمثل بلغاريا        | يمثل بلغاريا       | يمثل بلغاريا  | يمثل بلغاريا |
| ------------ | ------------------------------------------- | ------------------- | ------------------ | ------------- | ------------ |
| 1992         | بطولة العالم للناشئين لألعاب القوى 1992     | سول، كوريا الجنوبية | 10                 | القفز الثلاثي | 15.22 م      |
| 1998         | بطولة أوروبا لألعاب القوى 1998              | بودابست             | 3                  | القفز الثلاثي | 17.26 م      |
| 1999         | بطولة العالم لألعاب القوى داخل الصالات 1999 | اليابان             | جرّد من الأهلية (2) | القفز الثلاثي |              |
| 1999         | بطولة العالم لألعاب القوى 1999              | إشبيلية، إسبانيا    | 2                  | القفز الثلاثي | 17.49 م      |
| 2000         | بطولة أوروبا لألعاب القوى داخل الصالات 2000 | غنت، بلجيكا         | 2                  | القفز الثلاثي | 17.22 م      |
| 2000         | الألعاب الأولمبية الصيفية 2000              | سيدني، أستراليا     | 9                  | القفز الثلاثي | 16.95 م      |
| 2000         | نهائي الجائزة الكبرى لألعاب القوى 2000      | الدوحة، قطر         | 2                  | القفز الثلاثي | 17.11 م      |
| 2002         | بطولة أوروبا لألعاب القوى داخل الصالات 2002 | فيينا، النمسا       | 5                  | القفز الثلاثي | 16.79 م      |
| 2002         | بطولة أوروبا لألعاب القوى 2002              | ميونخ، ألمانيا      | 9                  | القفز الثلاثي | 16.57 م      |

## روابط خارجية
- روتيسلاف ديميتروف على موقع الاتحاد الدولي لألعاب القوى (الإنجليزية)
- روتيسلاف ديميتروف على موقع أوليمبيديا (الإنجليزية)